# Jan Draeger
Jan Draeger (* 1987) ist ein ehemaliger deutscher Schauspieler.

## Leben
Jan Draeger war nur als Jugenddarsteller beim Fernsehen tätig. Vorher spielte er als Schüler am Theater Junge Generation in Dresden. In der Fernsehserie In aller Freundschaft spielte er als zweiter Darsteller und somit als Nachfolger von Nick Uhlemann von März 2001 (Folge 96) bis Dezember 2005 (Folge 289) die Rolle des Lukas Globisch, den Sohn der Ärztin Kathrin Globisch (Andrea Kathrin Loewig). Danach war er nicht wieder als Schauspieler tätig.
Jan Draeger wuchs in Wilsdruff auf. Er besuchte die Mittelschule Dresden-Weißig. Nach seinem Schulabschluss 2004 absolvierte er eine Ausbildung zum Einzelhandelskaufmann. Inzwischen wohnt er in Dresden.

## Filmografie
- 2001–2005: In aller Freundschaft (Fernsehserie, 30 Folgen)